# Vénus et Cupidon (Holbein)
Pour les articles homonymes, voir Vénus et Cupidon.
Vénus et Cupidon (ou Vénus et l'Amour) est une peinture du peintre et graveur allemand Hans Holbein le Jeune, conservée au Kunstmuseum de Bâle, en Suisse. Bien que l'œuvre soit la première peinture mythologique de Holbein, représentant la déesse Romaine de l'amour, Vénus, avec son fils Cupidon (Amour), le modèle est censé être celui de son amie, Magdalena Offenburg. Ils sont représentés en face d'une grande tenture verte. Vénus est représentée avec un geste et regard sincère. Cupidon essaie de monter sur le parapet, tout en maintenant la flèche de l'amour dans sa main gauche. Il a des cheveux roux, de la même coloration que le riche tissu des manches couvrant le haut des bras de sa mère.

## Historique
Vénus et Cupidon a été peint après le retour de Holbein à Bâle, à la suite d'un court séjour en France. Alors qu'en France, il a eu accès à la collection de François Ier, il semblerait que ce travail ait été l'une de ses premières réactions à son exposition à la peinture italienne de l'époque. Cette influence peut être vue dans le geste de Vénus, dont la pose rejoint celle de Jésus dans La Dernière Cène de Léonard de Vinci. En outre, son long visage de forme ovale, idéalisé, semble étroitement calqué sur les représentations de la Vierge Marie de Léonard.

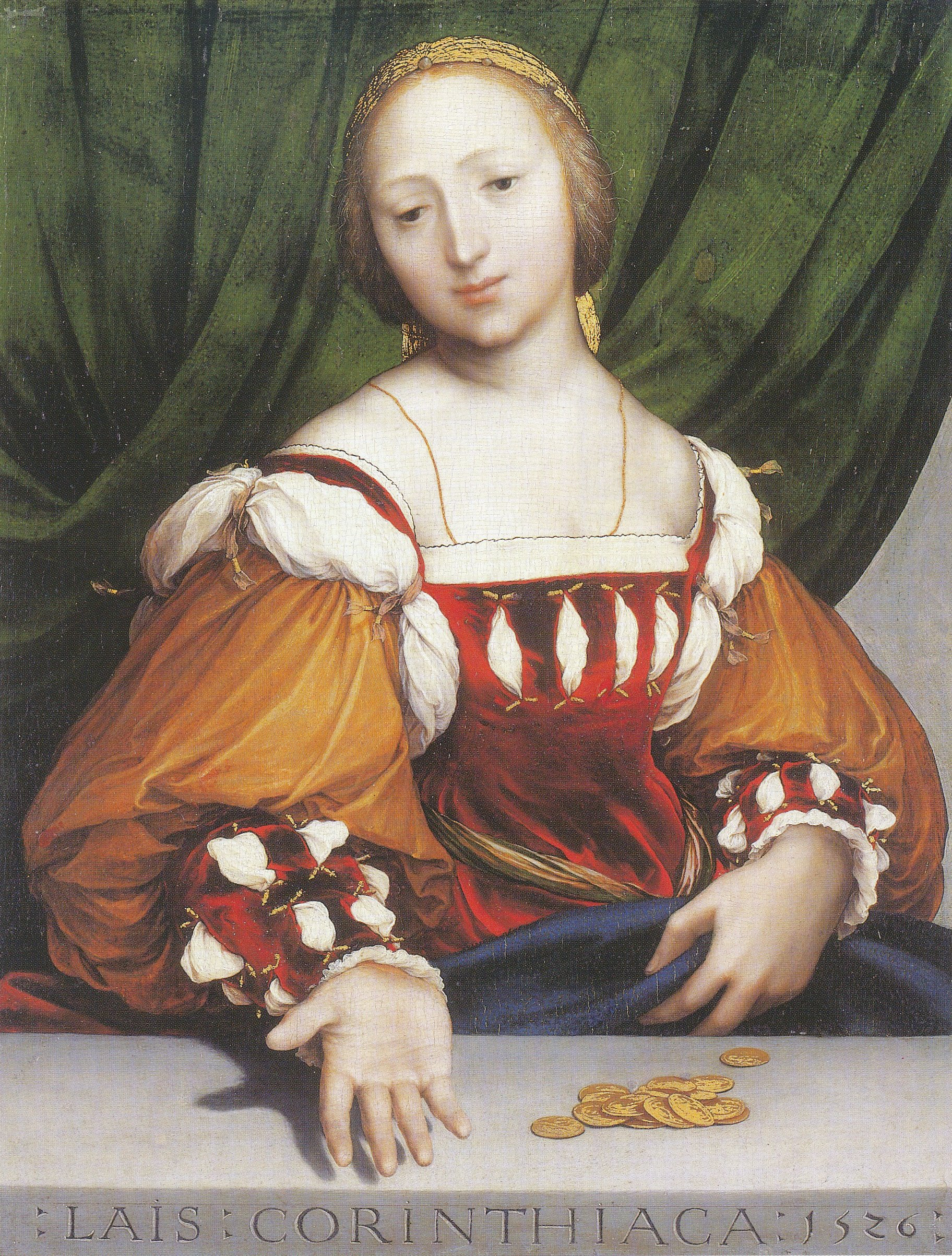
Laïs de Corinthe par Holbein, 1526, le modèle est également Magdalena Offenburg.

La peinture de portrait léonardesque a été très populaire dans le nord de l'Europe dans les années 1520, et il est généralement admis qu'un certain nombre des œuvres de Holbein à cette période ont été directement inspirés de lui afin de séduire et de gagner la faveur de potentiels riches mécènes. Le modèle est le même que celui utilisé pour sa Vierge de Darmstadt, pour la Vénus et Amour et sa Lais de Corinthe, et a été identifié comme Magdalena Offenburg, qui peut avoir été la maîtresse de l'artiste.
L'œuvre a d'abord été mentionnée lorsqu'elle est entrée en possession du collecteur Basilius Amerbach, en 1578, comme un cadeau de son cousin, Franz Rechburger.